# Philipp Renlin

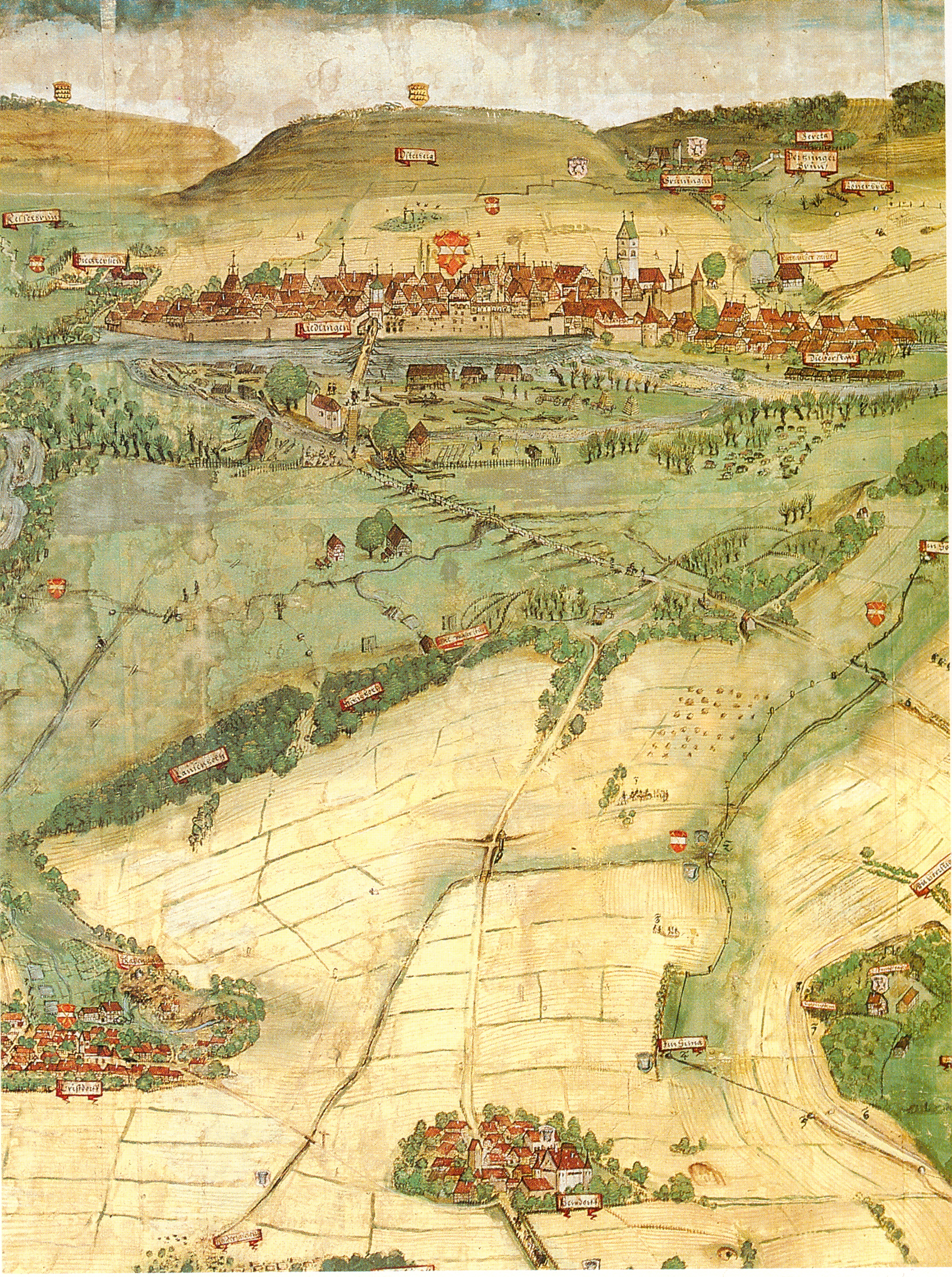
Ein Ausschnitt aus der großen Landtafel des oberen Donaugebietes von 1589

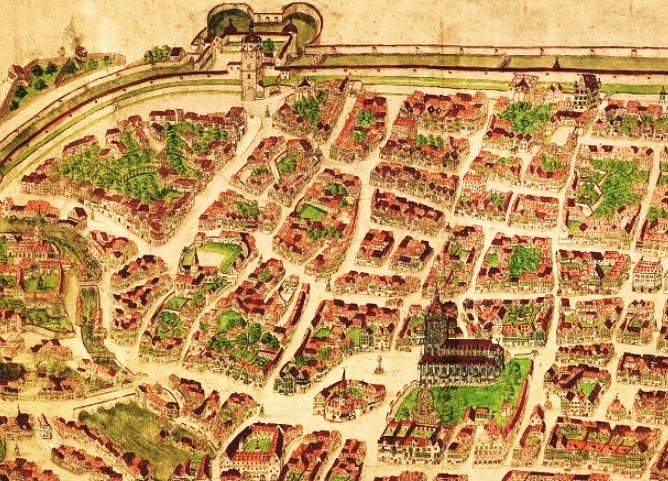
Ein Ausschnitt aus dem Ulmer Stadtplan von 1597

Philipp Renlin der Ältere (* um 1545 irgendwo in Süddeutschland; † im Mai 1598 in Ulm) war ein deutscher Maler und Kartograf, der in der süddeutschen Landtafelmalerei (neben Johann Andreas Rauch) die schönsten und interessantesten Ergebnisse erzielt hat. Seine wohl eindrucksvollste und auch bekannteste kartographische Arbeit ist die große Landtafel des oberen Donaugebietes, eine 265 × 112 cm messende Karte, die in feiner Aquarelltechnik von ihm gemalt worden ist und sich heute im Landesmuseum von Württemberg in Stuttgart befindet. Dazu hat Philipp Renlin eine Reihe von Gemälden (vorwiegend wohl Porträts) geschaffen und ist zwanzig Jahre lang Stadtmaler in Ulm gewesen.
Die Familie von Philipp Renlin stammte nicht aus Ulm. Woher sie kam, ist nicht bekannt. Sie wird aber sicherlich im süddeutschen Raum beheimatet gewesen sein. Der Vater, der erst Sattler war und dann Maler wurde, ist seit 1546 in Ulm nachgewiesen und bei ihm wird Philipp wohl in die Lehre gegangen sein.
Vor seiner Ernennung zum Stadtmaler von Ulm im Jahre 1578 war Philipp Renlin zeitweise in Blaubeuren (1567/77) und in Ravensburg (1571) als Maler und Kartograph tätig. Die dort geschaffenen Arbeiten sind alle verlorengegangen.
Für Ulm selbst scheint Philipp Renlin, außer einem Stadtplan aus dem Jahre 1597, keine größeren kartographischen Arbeiten ausgeführt zu haben. Er ist nur sehr oft von der Stadt als Landtafelkartograph ausgeliehen worden. So im Jahre 1585 nach Salem, wo er vielleicht die Landtafel des Ostracher Tales geschaffen hat. 1589 wurde von ihm die große Landtafel des oberen Donaugebietes fertiggestellt. 1590 führte er kartographische Arbeiten für den Pfalzgrafen Philipp Ludwig in Neuburg an der Donau durch. Ein ganz besonderes Werk während dieser Arbeitsperiode war die Giengener Forstkarte von 1591, die wohl neben der Karte des oberen Donaugebietes zu seinen schönsten Leistungen zählt und sich heute im Germanischen Nationalmuseum in Nürnberg befindet. In der gleichen Zeit hat er auch einige Landtafeln des Grenzgebietes von Pfalz-Neuburg geschaffen. 1593 war er in Balzheim und nahm die Landschaft des Illertales von Kellmünz bis Aichen auf. Für die Zeit von 1594 bis 1597 sind keine kartographischen Arbeiten von ihm nachgewiesen.
Philipp Renlin der Ältere ist verheiratet gewesen und hat mehrere Söhne gehabt, die alle Maler geworden sind und von denen einer, Philipp Renlin der Jüngere (1569–1605), dazu auch noch kartographisch tätig gewesen ist.